# Tiberíades
Tiberíades (en hebreu: טבריה) (Teveryà) és una ciutat d'Israel i antiga capital de Galilea. Està situada a la riba sud-oest del llac Tiberíades. Avui té uns 40.000 habitants.

## La ciutat antiga
Fou construïda per Herodes Antipas en honor de l'emperador romà Tiberi, el nom del qual li va donar (87). Des del regnat d'Herodes Antipas fins al d'Agripa II fou la capital política, i fou probablement una de les quatre ciutats que Neró va afegir al regne d'Agripa.
Com a principal ciutat de Galilea (junt amb Sepforis) estava fortificada i tenia un palau reial i un estadi; els habitants vivien de la pesca. Després de la destrucció de Jerusalem la ciutat va tenir una acadèmia rabínica. Proper a la ciutat hi havia el balneari d'Emmaús. Al segle ii s'hi va redactar la mishna, recull de prescripcions de la llei judaica i al segle iv la Gemera de Palestina o Talmud de Jerusalem.
El 635 fou conquerida pels àrabs, quan es va rendir al general Xurahbil ibn Hàssan, i els habitants van poder salvar vida i béns. El general hi va construir una mesquita. En temps d'Uthman ibn Affan (644-656) la ciutat va trencar l'acord però els habitants foren derrotats per Amr ibn al-As (altres fonts diuen que pel mateix Suhrabil). Fou capital de la província d'al-Urdunn. La ciutat és descrita per diversos geògrafs com Yakubi, Istakhri, Mukaddasi, Nasir-i Khusraw i altres.
El 1099 els croats la van ocupar i fou donada en feu a Tancred. Al-Idrisí la va visitar el 1154. El 2 de juliol de 1187 la va conquerir Saladí que la va fer cremar. Els croats que acampaven prop de Saffuriyya, convençuts pel Gran mestre dels Templers, van marxar en ajut de la ciutat i aquest intent va acabar en el desastre de la batalla d'Hattin que va comportar la caiguda de Jerusalem. El 1240 Tiberíades fou retornada als cristians però fou recuperada per una banda de corasmis (khwarizmites) el 1247. Devia ser destruïda pels mongols vers 1259 atès que el 1325, quan Ibn Battuta hi va estar, diu que encara restava en ruïnes.
El 1516 va passar als otomans amb la resta de Palestina i el 1556 el soldà Solimà I la va lliurar a Iosef Hannassi que hi fundà una comunitat jueva i va intentar ressuscitar la ciutat amb l'explotació de la seda, però va fracassar sense que se'n coneguin les raons.
El 1740 fou refundada pel xeic Zahir al-Amr, després governador d'Akka. Va construir un recinte fortificat amb dues torres de les quals encara queden les restes. Els terratrèmols de 1759 i 1837 la van afectar de manera greu. En el segon va quedar gairebé destruïda. Encara subsistien les fonts d'aigua calenta i dolça que l'havien fet famosa (ja les esmenta al-Idrisi) al sud de la ciutat. Hom diu que centenars de persones hi anaven, es banyaven tres dies i en sortien guarits. Aquests banys van quedar igualment en ruïnes pel terratrèmol del 1759 però es van construir altre cop a començament del segle xix i Ibrahim Pasha encara hi va fer construir uns nous banys el 1833; van sortir malparats al terratrèmol de 1837 però es van restaurar i a la dècada del 1850 la ciutat s'havia tornat a aixecar i va arribar a tenir fins a uns cinc mil habitants. El 1890 s'hi van afegir uns tercers banys. No obstant això, la ciutat no va prosperar i la població encara va baixar; romania quasi deserta al final de la Primera Guerra Mundial quan hi van arribar els anglesos.

## La ciutat actual
El 1918 va quedar sota control britànic que en van rebre el mandat el 1920, fins que el 1948 va quedar dins les fronteres de l'Estat d'Israel. Els britànics van fer prosperar la ciutat i es va fundar el barri de Qiryat Shemuel, on es van instal·lar emigrants jueus a uns 80 metres de la vella vila àrab situada dins la muralla. El 1947 els àrabs encara eren la meitat de la població però a la guerra del 1948 foren expulsats i la vila àrab fou destruïda. Després no ha parat de prosperar i avui és una moderna ciutat de 42.000 habitants (estimació de 2011).